# Mathurina
Mathurina é um género botânico pertencente à família Turneraceae.
1. ↑  «Mathurina — World Flora Online». www.worldfloraonline.org. Consultado em 19 de agosto de 2020